# Calderonella
Calderonella là một chi thực vật có hoa trong họ Hòa thảo (Poaceae).

## Loài
Chi Calderonella gồm các loài: